# WARR (Мюнхенский технический университет)
WARR (нем. Wissenschaftliche Arbeitsgemeinschaft für Raketentechnik und Raumfahrt; рус. Научная рабочая группа ракетостроения и космонавтики) — студенческая группа в Мюнхенском техническом университете (TUM). Основана в 1962 году Робертом Шмукером с изначальной целью компенсировать нехватку в МТУ кафедры астронавтики. Со времени основания в 1966 году кафедры астронавтики группа WARR сосредоточилась на практических аспектах космонавтики вместо теоретических.
Сегодня цель студенческой группы — позволить студентам различных специализаций применять их теоретические знания и получать практический опыт.
Одно из крупнейших достижений WARR на сегодняшний день — создание и запуск первой немецкой ракеты под названием Барбарелла с гибридным ракетным двигателем 12 марта 1974 года, которая теперь экспонируется в Немецком музее в Мюнхене.

## История
| 1962           | Основание WARR Робертом Шмукером |  |
| 1966–1974      | Изучение гибридных ракетных двигателей |  |
| 1974           | Первый полёт Барбареллы (первая немецкая ракета с гибридным ракетным двигателем, экспонируемая в Немецком музее)                                                                                         |  |
| Начиная с 1975 | Изучение жидкостных ракетных двигателей |  |
| 1985           | Научная полезная нагрузка OTUMAS на метеоракете |  |
| 1985           | Проработка собственной метеоракеты HARRY-1 |  |
| 2000           | Изготовление демонстрационного гибридного двигателя |  |
| 2002           | Размещение на новом месте в городе Гархинг-бай-Мюнхен и установка динамометра |  |
| 2004           | Презентация проектов на Берлинском авиасалоне в Германии |  |
| Начиная с 2005 | Научная полезная нагрузка T-Rex на шведской метеоракете Rexus в сотрудничестве с кафедрой космических полётов и EADS Astrium GmbH.                                                                       |  |
|                | Работа над следующими проектами: космический лифт, кубсат (миниспутник) и Микро-Гибрид (миниатюрный гибридный двигатель)                                                                                 |  |
| 2006           | Первый зимний запуск (WWL, ракетомодельные соревнования) и презентация проекта на Берлинском авиасалоне в Германии                                                                                       |  |
| 2009           | Создание группы «Межзвёздные полёты» WARR |  |
| 2011           | Организация и участие в первом конкурсе проектов космического лифта European Space Elevator Challenge (EUSPEC) на полях Мюнхенского технического университета                                            |  |
| 2012           | Участие в Парке Идей в Эссене, Германия |  |
| 2012           | Участие в конференции SpaceUp в Штутгарте, Германия |  |
| 2012           | Создание проектной группы по спутниковым технологиям и начало работ над кубсатом MOVE-II, финансируемых Германским центром авиации и космонавтики                                                        |  |
| 2013           | Создание проектной группы STERN с целью установления европейского рекорда высоты полёта студенческой ракеты                                                                                              |  |
| 2013           | Создание проектной группы "Космическое производство WARR" для изучения 3D печати в условиях микрогравитации                                                                                              |  |
| 2013           | Запуск студенческого спутника First-MOVE на полярную орбиту |  |
| 2013           | Проектная группа «Межзвёздные полёты» побеждает в международном соревновании Icarus Design Competition с проектом автоматической межзвёздной станции c термоядерным ракетным двигателем                  |  |
| 2015           | Запуск экспериментальной ракеты WARR-Ex2 с космодрома Баррейра-ду-Инферну в Бразилии |  |
| 2015           | Проектная группа «Межзвёздные полёты» побеждает в международном соревновании Dragonfly Design Competition с проектом беспилотной межзвёздной космический станции с фотонным парусом, разгоняемым лазером |  |
| 2015           | Основание группы WARR Hyperloop и разработка прототипа капсулы технологии Hyperloop для соревнования проектов капсул для Hyperloop, проводимого компанией SpaceX                                         |  |
| 2018           | Группа WARR Hyperloop переименована в TUM Hyperloop |  |

## Проектные группы WARR

### Ракетостроение

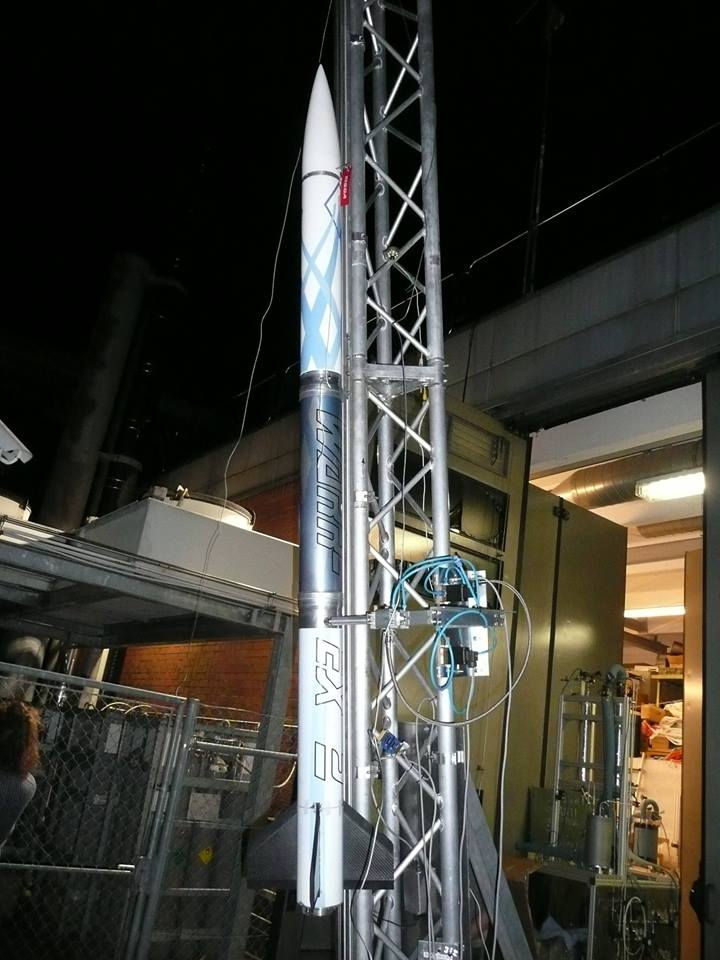
Ракета WARR-Ex2 на пусковой установке

Существующая с момента основания WARR в 1962 году группа ракетостроения является самой старой проектной группой WARR. С запуском первой немецкой ракеты с гибридным ракетным двигателем в 1974 году WARR добилась своего первого крупного успеха, за которым сразу последовало изготовление нескольких тестовых двигателей. В 2009 году началась разработка следующей ракеты, получившей название WARR-Ex2, на базе встроенного гибридного двигателя HYPER-1 на твёрдом топливе HTPB и закиси азота в качестве окислителя. Ракета была успешно запущена 20 мая 2015 года с космодрома Баррейра-ду-Инферну на Атлантическом побережье Бразилии и достигла максимальной высоты около 5 км.
Ещё до запуска ракеты WARR-Ex2 группа WARR начала работу над следующей ракетой WARR-Ex3 в рамках проекта STERN (нем. STudentische Experimental-RaketeN; рус. студенческая экспериментальная ракета), организованного и финансируемого Германским аэрокосмическим центром. Поскольку цели STERN были уже достигнуты в проекте WARR-Ex2, было решено построить более крупную ракету, которая должна побить европейский рекорд высоты полёта студенческой ракеты, составляющий 21.5 км. Для достижения этой цели WARR-Ex3 вместо закиси азота будет использовать жидкий кислород и тот же HTPB.
В феврале 2018 группа сообщила о завершении двухнедельной серии, включающей холодные проливки, проверки зажигания и 4 огневых испытания самого мощного в Европе криогенного гибридного ракетного двигателя Battleship ("Линкор"). Двигатель расходует 3 кг/с жидкого кислорода, развивая тягу 10 кН в течение 15 секунд работы. На испытаниях был почти достигнут проектный показатель давления в камере сгорания 20 атм, собраны ценные данные для дальнейшего усовершенствования. Продолжительность четырёх огневых испытаний составила 5, 10, 10 и 15 секунд.

### Спутниковые технологии

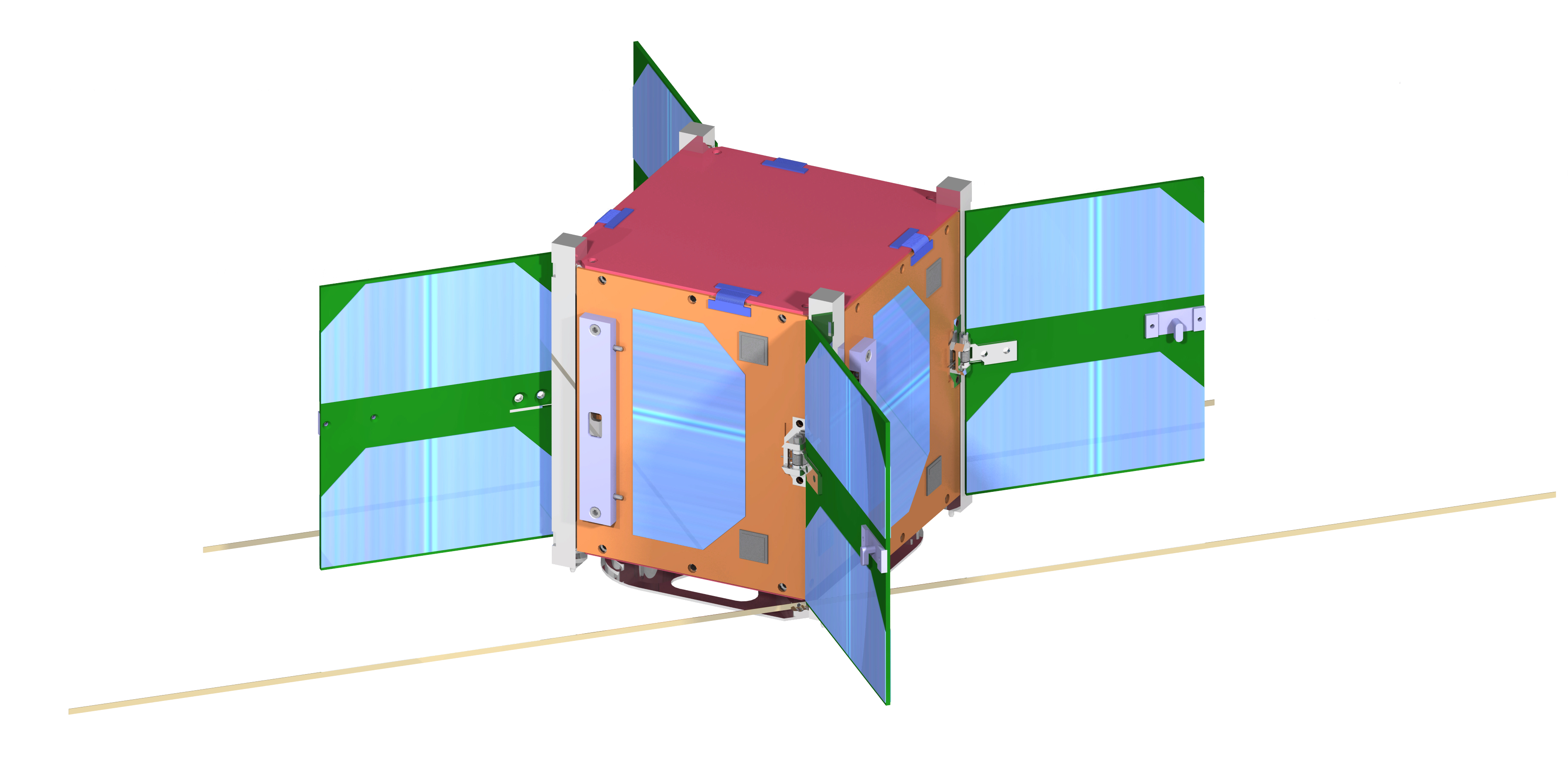
Рисунок спутниковой платформы для MOVE-II

Проект начался в 2015 году. Поскольку кубсат First-MOVE был разработан в основном докторантами из института астронавтики Мюнхенского технического университета, вовлечённость студентов возросла во время разработки его последователя, MOVE-II. Чтобы задействовать существующую инфраструктуру WARR, была основана новая проектная группа, члены которой смогли бы работать над всеми подсистемами. В 2012 году началась разработка программы полёта. После одобрения в Германском центре авиации и космонавтики в 2015 году, запуск спутника ожидался в 2017.
MOVE-II — спутник размером 10×10×20 см (кубсат размера 2U). Он состоит из расположенной с одной стороны спутниковой платформы, отвечающей за энергоснабжение, связь и управление ориентацией, и расположенной с другой стороны научной полезной нагрузки. Ожидается, что это будет детектор антипротонов, разработанный физическим факультетом МТУ.
Проект перешёл в фазу эксплуатации с запуском спутника MOVE-II в декабре 2018 года с базы ВВС Ванденберг (VAFB) в Калифорнии (США) и спутника MOVE-IIb с космодрома «Восточный» в России в июле 2019 года.

### Космический лифт
С момента своего основания в 2006 году проектная группа «Космический лифт» WARR разрабатывает поднимающихся роботов, а также организует соответствующие соревнования. Первый поднимающийся робот был разработан для соревнования JSETEC2009 и достиг намеченной высоты 150 м за минимальное время.
В 2011 году было учреждено соревнование European Space Elevator Challenge (EUSPEC), которое принимает в расчёт также энергоэффективность. В последующие годы соревнование повторялось с увеличением длины троса на 50 метров.

### Межзвёздные полёты

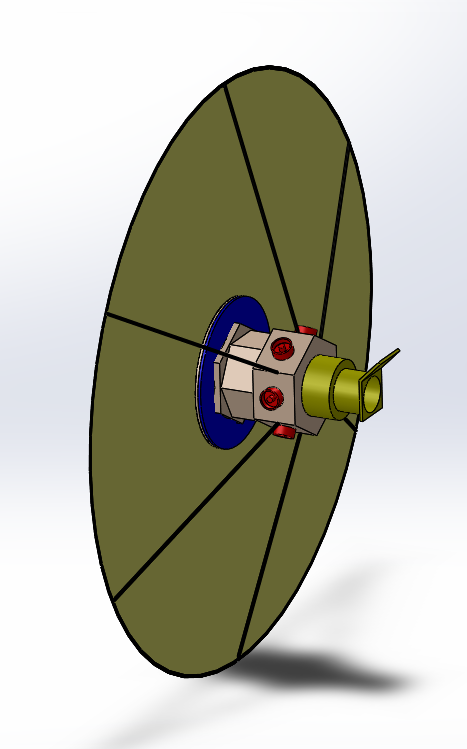
Рисунок зонда Dragonfly: эта идея победила на соревновании Project Dragonfly Design Competition

Команда межзвёздных полётов (ISF) группы WARR прорабатывает идеи для межзвёздных полётов.
Цели команды ISF группы WARR:
- Исследования в области пилотируемых и автоматических межзвёздных полётов
- Использование инженерных методов, в особенности междисциплинарного системного конструирования
- Публикация результатов на международных конференциях и в журналах
- Представление результатов исследований общественности

В мае 2003 года "команда-призрак" из состава ISF группы WARR приняла участие в проекте «Икар».  Название "Призрак" образовалось в связи с внезапным появлением команды на соревновании и последовавшим удивлением остальных команд-участниц. Группа WARR представила свою концепцию Британскому межпланетному обществу в октябре 2013 года и удостоилась награды за лучший проект среди 4 международных команд.
В октябре 2014 года началась разработка межзвёздного зонда, разгоняемого лазером, для соревнования Project Dragonfly Design Competition, организованного Инициативой межзвёздных исследований (I4IS).

### Hyperloop
В августе 2015 года была основана проектная группа Hyperloop для участия в спонсируемом компанией SpaceX соревновании проектов капсул для технологии Hyperloop. В январе 2016 года команда WARR стала одной из 30 отобранных международных команд (среди более чем 700 команд) для создания функционального прототипа к финальной стадии соревнования летом 2016 года (первый этап).
Разработанный WARR прототип предполагалось оснастить системой с электродинамической подвеской для левитации и осевым компрессором для минимизации аэродинамического сопротивления остающегося внутри трубы воздуха.
Капсула WARR была самой быстрой, разогнавшись до 94 км/ч (58 миль в час) во втором этапе первого соревнования, проведённом в январе 2017 года на испытательном полигоне Hypertube — стальной трубе длиной около 1 мили (1609 м) и диаметром 72 дюйма (183 см) с техническим вакуумом (от 140 Па до 100 кПа по выбору каждой команды-участницы), сооружённой специально для соревнования в городе Хоторн в Калифорнии.
На втором соревновании в августе 2017 года капсула команды WARR заняла первое место с рекордом скорости 323 км/ч (201 миля в час).
На третьем соревновании, прошедшем в июле 2018 года, капсула WARR установила новый рекорд скорости трассы, разогнавшись до 457 км/ч (284 мили в час) и принеся команде победу.
В связи с ростом группы и изменением её организационной структуры 15 октября 2018 стало известно о переименовании группы WARR Hyperloop в TUM Hyperloop.
На четвёртом соревновании, прошедшем в июле 2019 года, капсула TUM Hyperloop вновь одержала победу, установив новый рекорд скорости трассы 463 км/ч (288 миль в час).

## Внешние ссылки
- Официальный сайт WARR
- Канал WARR на YouTube
- Официальный сайт группы TUM Hyperloop
- Twitter группы TUM Hyperloop
- Канал группы TUM Hyperloop на YouTube